# Hrádek (přírodní rezervace)
Hrádek je přírodní rezervace jihozápadně od obce Morkůvky v okrese Břeclav. Důvodem ochrany je ochrana lesostepních rostlin se zachovalým přirozeným porostem četných chráněných druhů rostlin.